# Other Worlds Other Sounds
Other Worlds Other Sounds è un album space age pop del compositore e direttore d'orchestra Juan García Esquivel, pubblicato con il nome Esquivel and his Orchestra dalla RCA Victor nel 1958 con numero di catalogo LPM-1753 (versione mono) e LSP-1753 (versione stereo).

## Tracce
Lato A
1. Granada (Agustín Lara)
2. Begin The Beguine (Cole Porter)
3. Night and Day (Cole Porter)
4. Poinciana (Buddy Bernier, Nat Simon)
5. Playfully (Barclay Allen, Herb Hendler)
6. Adiós (Enric Madriguera)

Lato B
1. That Old Black Magic (Harold Arlen, Johnny Mercer)
2. Nature Boy (Eden Ahbez)
3. Magic Is The Moonlight (Te quiero dijiste) (María Grever)
4. Speak Low (Kurt Weill, Ogden Nash)
5. Ballerina (Bob Russell, Carl Sigman)
6. It Had To Be You (Gus Kahn, Isham Jones)

## Edizioni
- 1958 - Other Worlds Other Sounds (RCA Victor, LPM-1753, LP) versione monoaurale
- 1958 - Other Worlds Other Sounds (RCA Victor, LSP-1753, LP) versione stereofonica
- 1961 - Other Worlds Other Sounds (RCA Victor, LSP 1753, LP)
- 2012 - Other Worlds Other Sounds (RCA Victor/BMG, 74321 35747 2, CD)